# Banque Bruxelles Lambert

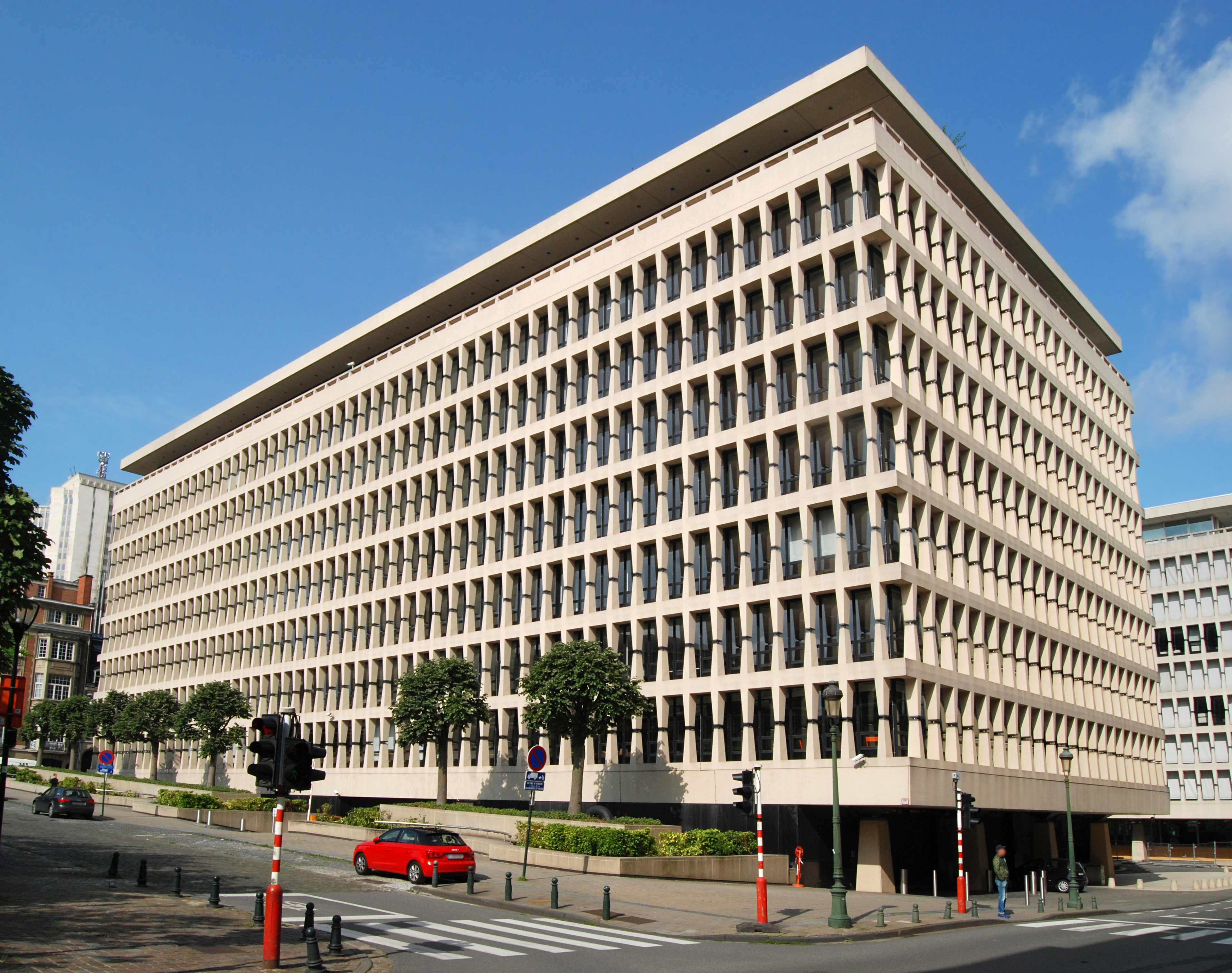
Hauptquartier der Banque Bruxelles Lambert in Brüssel

Die Banque Bruxelles Lambert (BBL) war eine international tätige belgische Großbank mit Sitz in der Stadt Brüssel.

## Geschichte
Die Banque Bruxelles Lambert entstand nach zwei Jahren Vorbereitung per 30. Juni 1975 aus der Fusion der beiden Belgischen Großbanken Banque de Bruxelles (gegründet 1871) und Banque Lambert (gegründet 1926), wobei die Banque de Bruxelles die übernehmende Bank war. Angeregt wurde dieser Zusammenschluss durch die Belgische Beteiligungsgesellschaft Groupe Bruxelles Lambert (GBL), die beide Banken kontrollierte.
Die Banque Bruxelles Lambert war zum Zeitpunkt ihres Entstehens die zweitgrößte belgische Bank nach der Société générale de banque (gegründet 1934). Ihre Dienstleistungen umfassten sowohl das Privatkunden- als auch das Firmenkundengeschäft. Zudem wurden auch verwandte Finanzdienstleistungen (z. B. Versicherungen und Vermögensverwaltung) angeboten.
Die Banque Bruxelles Lambert hatte ihren Hauptsitz im ehemaligen Hauptquartier der Banque Lambert in der Avenue Marnix 24 (französisch) bzw. Marnixlaan 24 (niederländisch) in Brüssel, welches heute in Belgien ein wichtiges Bauwerk der Moderne ist. Seit 2003 ist es der Hauptsitz der ING Belgien. Das Gebäude wurde 1959 von dem amerikanischen Architekten Gordon Bunshaft geplant und 1960 vom Bauunternehmer Emile Blaton fertiggestellt. Es ersetzte das im Februar 1956 teilweise abgebrannte Hôtel Marquis d’Ennetières, dem ehemaligen Wohnsitz der Familie Lambert. 1989 bis 1990 wurde hinter dem ersten Bürogebäude (genannt „Marnix I“) zwei nahezu baugleiche Kopien (genannt „Marnix II“ und „Marnix III“) angebaut.
Neben dem Bankgeschäft, betrieb die Banque Bruxelles Lambert auch ein Reisebüro, welches 1978 22 Niederlassungen in ganz Belgien umfasste.
Nachdem 1996 ein Zusammenschluss der Banque Bruxelles Lambert mit der Belgischen Großbank Société générale de banque gescheitert war, wurde die Banque Bruxelles Lambert 1998 von der niederländischen Großbank ING Groep erworben und der Name 2003 in ING Belgium geändert.